# Mauro Rotelli
Mauro Rotelli (Viterbo, 2 aprile 1971) è un politico italiano, dal 23 marzo 2018 deputato alla Camera per Fratelli d'Italia e dal 9 novembre 2022 presidente della 8ª Commissione Ambiente, territorio e lavori pubblici della Camera.

## Biografia
Nato a Viterbo, dove tuttora vive, dopo aver conseguito la maturità scientifica al liceo Paolo Ruffini, si è laureato prima in economia aziendale e poi in scienze politiche e delle relazioni internazionali presso l'Università degli Studi della Tuscia.

### Attività politica
Durante gli anni del liceo entra a far parte del Fronte della Gioventù, l'organizzazione giovanile del Movimento Sociale Italiano-Destra Nazionale, che, con la svolta di Fiuggi di Gianfranco Fini nel 1995, confluisce in Alleanza Nazionale (AN), con cui è stato dal 1999 al 2007 consigliere comunale di Viterbo e assessore, prima con deleghe alla Cultura, Sport, Spettacolo, Turismo e Politiche giovanili, poi alle Politiche sociali e giovanili, Scuola e Verde pubblico, nelle due giunte di centro-destra guidate da Giancarlo Gabbianelli. Alle elezioni amministrative del 2008 per il rinnovo del Consiglio comunale di Viterbo viene eletto di nuovo Consigliere Comunale con Il Popolo della Libertà (PdL).
Da luglio 2008 al novembre 2011 è stato consigliere giuridico di Giorgia Meloni quando era Ministro per la gioventù nel quarto governo presieduto da Silvio Berlusconi.
A dicembre 2012 partecipa alla scissione del PdL guidata da Meloni, Ignazio La Russa e Guido Crosetto che porta alla nascita di Fratelli d'Italia (FdI), di cui è stato responsabile della comunicazione ed è componente sia dell'esecutivo che della direzione nazionale del partito.

#### Elezione a deputato
Alle elezioni politiche del 2018 viene candidato alla Camera dei deputati nel collegio uninominale Lazio 2 - 01 (Viterbo), sostenuto dalla coalizione di centro-destra in quota FdI, risultando eletto deputato con il 39,95% dei voti e superando i candidati del Movimento 5 Stelle Elisa Galeani (32,49%) e del centro-sinistra, in quota PD, l'ex ministro della pubblica istruzione Giuseppe Fioroni (19,5%). Nel corso della XVIII legislatura ha fatto parte della 9ª Commissione Trasporti, Poste e Telecomunicazioni, di cui è stato capogruppo per Fratelli d'Italia.

#### Presidente della Commissione Ambiente
Alle elezioni politiche anticipate del 2022 viene ricandidato alla Camera nel collegio uninominale Lazio 2 - 01 (Viterbo), sostenuto dalla coalizione di centro-destra in quota FdI, venendo rieletto a Montecitorio con il 52,81% dei voti e sopravanzando i candidati del centro-sinistra Linda Ferretti (21,3%) e del Movimento 5 Stelle Rosita Cicoria (14,04%). Nella XIX legislatura ricopre l'incarico di presidente della 8ª Commissione Ambiente, territorio e lavori pubblici della Camera.